# Segway

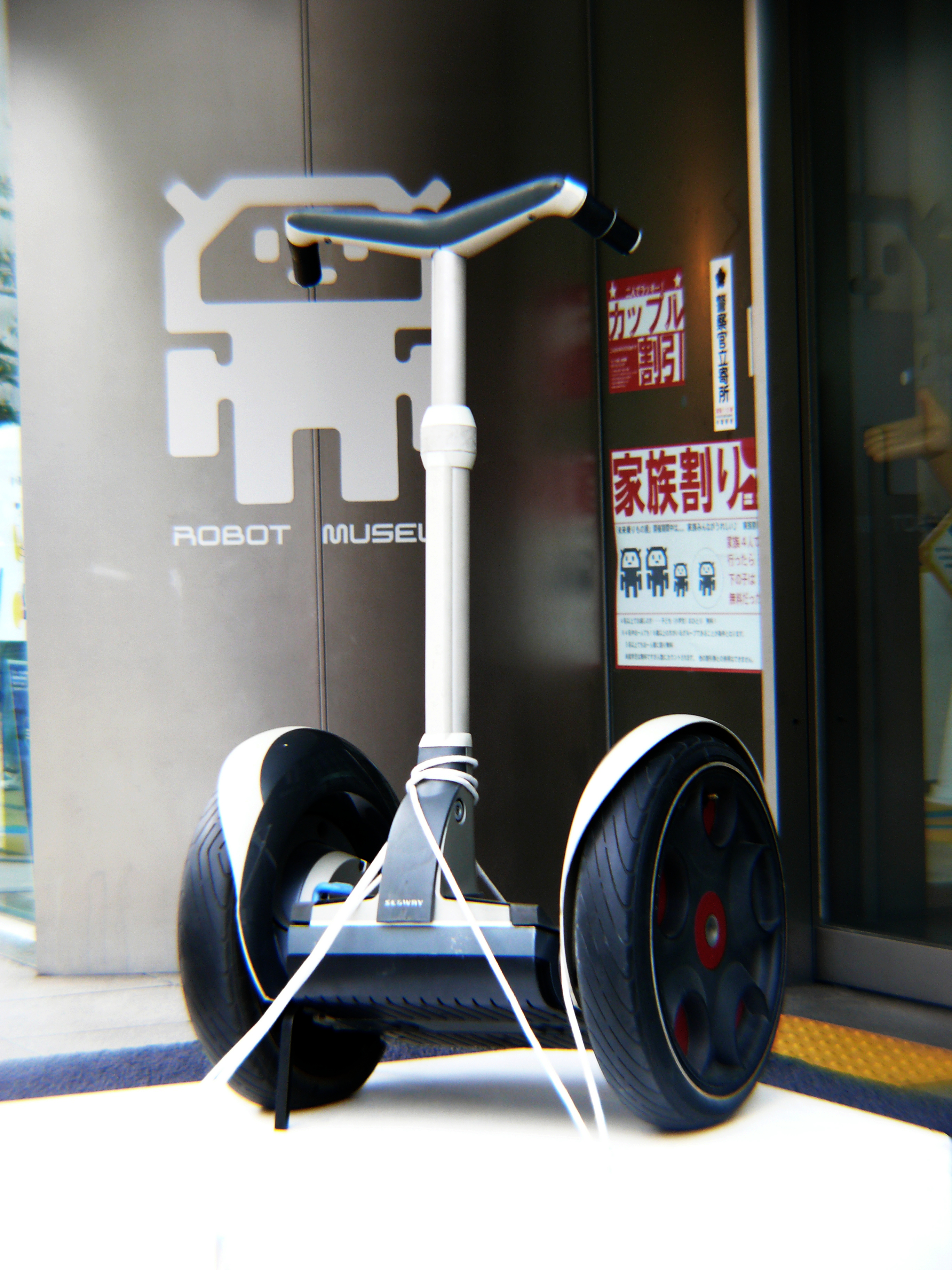
Segway al museu de robots de Nagoya.

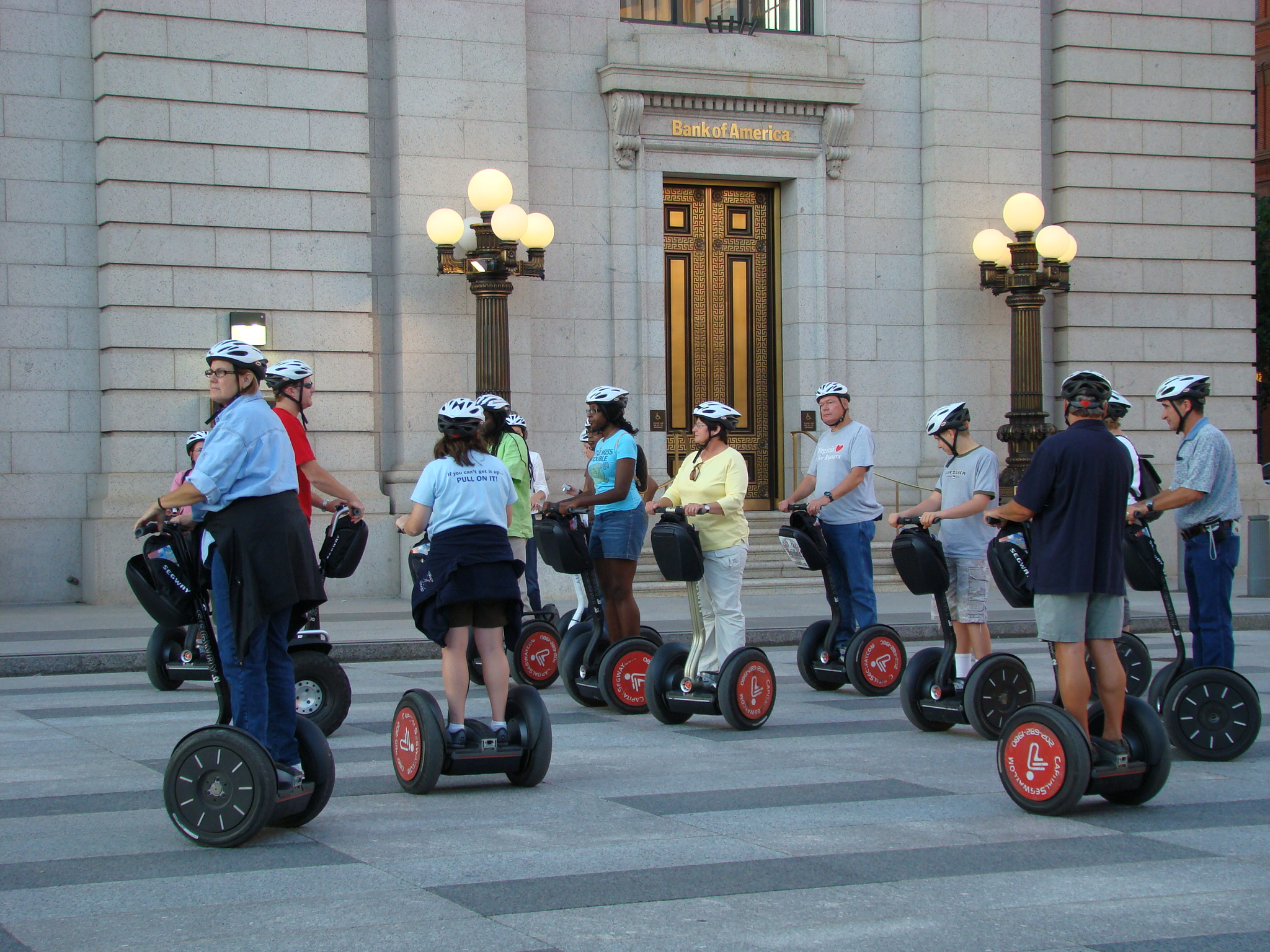
Turistes visitant la ciutat amb un segway

El Segway Personal Transporter (Segway PT) és un vehicle de transport lleuger, giroscòpic, elèctric, a dues rodes, autobalancejat, controlat per ordinador, inventat per Dean Kamen i presentat el desembre de 2001. És produït per la companyia Segway Inc., amb seu a Bedford (Nou Hampshire, Estats Units).
A principis de l'any 2010 l'empresa va ser comprada per un grup dirigit pel milionari britànic Jimi Heselden, president de Hesco Bastion. Nou mesos més tard moriria mentre provava un d'aquests Segway.
El Segway és el primer dispositiu de transport amb autobalanceig. L'ordinador i els motors situats a la base mantenen la base del Segway horitzontal tota l'estona. L'usuari s'ha d'inclinar cap a la direcció que vulgui prendre (davant, enrere, dreta o esquerra). El motor és elèctric i silenciós, aconseguint els 20 km/h (15 km/h als P-sèries).

## Història
Anteriorment a la seva demostració pública el 3 de desembre de 2001, diversos informes i rumors d'un invent revolucionari es podien trobar en els mitjans, però no hi havia detalls disponibles. La rebuda inicial va ser entusiasta: el CEO d'Apple, Steve Jobs, va suggerir que les ciutats serien construïdes al voltant d'aquest nou mètode de transport, i John Doerr va predir vendes que arribarien als 1.000 milions de dòlars molt abans que qualsevol altre producte anterior. Per afrontar la demanda esperada, la fàbrica de Bedford va ser dissenyada originalment per construir fins a 40.000 unitats mensuals.
Poc després de la demostració, tres Segway PT van ser venuts en una subhasta a Amazon.com per més de 100.000 dòlars cada un. Després d'alguns mesos, Amazon i el lloc oficial van començar les vendes regulars.
La companyia havia esperat vendre 50.000 unitats en el primer any, però després de 21 mesos només se n'havien venut 6.000. La xifra va ser revelada durant la retirada voluntària de tots els Segway PT el setembre de 2003. La condició que va portar a la retirada va ser descrita en una nota de premsa com "Perill: Sota certes condicions operatives, particularment quan les bateries estan a prop del final de la càrrega, alguns Segway PT poden no proporcionar prou potència, fent que el conductor caigui. Això pot succeir si el conductor accelera de manera brusca, troba un obstacle o continua conduint després de rebre un avís de bateria baixa".
Tot i que la companyia va patir molts contratemps, el 2005 Segway Inc està treballant per incrementar la seva quota de mercat i recuperar les inversions en recerca i desenvolupament i producció. Encara que algunes publicacions són escèptiques, és possible que Segway encara sigui un èxit comercial una vegada que s'hagin cobert les inversions (com va passar amb Iridium). Segway actualment té més de 100 concessionaris i distribuïdors internacionals.
L'alt preu del dispositiu (entre US $4.000 i US $5.500, depenent del model) es considera el principal factor responsable de la baixa demanda. Els seguidors d'aquesta tecnologia també afirmen que la presentació del Segway va ser en part arruïnada quan els detalls abocats en un llibre manuscrit, la publicació se suposava que havia de coincidir amb la presentació del vehicle, va aixecar expectatives prematures. Els entusiastes del mateix afirmen que el públic en general està espantat per la naturalesa revolucionària del producte, encara que aquestes afirmacions no tenen una base aparent en cap estudi de mercat. Per eliminar possibles malentesos, i per eliminar la mala imatge associada amb el vehicle, Segway Inc ha obert concessionaris per tots els Estats Units en què la gent pot examinar i provar els Segway PT. Tot i així, no sembla que el mercat passi a considerar pròximament l'HT com a vehicle pràctic per a ús diari en lloc de considerar-lo una joguina cara.
A finals del 2004, Segway Inc va signar contractes de distribució en diversos països, incloent Itàlia i Corea del Sud. La companyia va rebre respostes positives dels legisladors francesos i italians sobre la situació legal en ambdós països.
Tot i que els seus creadors creuen que l'HT és ideal per a les àrees urbanes denses, molts suburbis i grans ciutats (com Atlanta o Los Angeles) van ser dissenyats per ser recorreguts principalment per automòbils mitjançant autopistes i carreteres interestatals. Les comunitats en les quals el Segway podria ser més reeixit sembla que serien aquelles amb unes distàncies menors entre la llar, la feina i les àrees d'oci, de manera que l'èxit de l'HT en el mercat del transport personal (al contrari que el seu ús actual com a dispositiu d'esbarjo) depèn en gran manera de l'estil de desenvolupament urbà o l'habilitat de produir futurs models assegurances amb velocitats majors.